# Ubertas
Ubertas, Uberitas – rzymskie uosobienie (personifikacja) zasobności i zamożności.
Na rewersach monet rzymskich zazwyczaj przedstawiana z rogiem obfitości i kiścią winogron.